# Gabriel Réal
Gabriel Réal, né le 29 avril 1845 à Saint-Étienne (Loire) et décédé le 19 octobre 1919 à Néronde (Loire), est un homme politique français.

## Mandats et fonctions

### Mandats parlementaires
- 6 décembre 1891 - 14 octobre 1893 : Député de la Loire
- 20 août 1893 - 31 mai 1898 : Député de la Loire (réélu)
- 7 janvier 1906 - 20 octobre 1919 : Sénateur de la Loire

### Mandats locaux
- Maire de Néronde
- 1880 - 1907 : Conseiller général du canton de Néronde
- 1902 - 1917 : Président du Conseil général de la Loire

## Décoration

### Décoration officielle
- Chevalier de la Légion d'honneur

## Source
- « Gabriel Réal », dans le Dictionnaire des parlementaires français (1889-1940), sous la direction de Jean Jolly, PUF, 1960 [détail de l’édition]